# カール・M・レヴィン (ミサイル駆逐艦)
|          |                                                                                               |
| 艦歴     |                                                                                               |
| 発注     | 2014年3月14日                                                                                 |
| 起工     | 2019年2月1日                                                                                  |
| 進水     | 2021年5月16日                                                                                 |
| 就役     | 2023年6月24日                                                                                 |
| 退役     |                                                                                               |
| その後   | 就役中                                                                                        |
| 徽章     |                                                                                               |
| 要目     |                                                                                               |
| 排水量   | 9,648 トン                                                                                    |
| 全長     | 155.3 m (509 ft 6in)                                                                          |
| 全幅     | 20.1 m (66 ft)                                                                                |
| 吃水     | 9.4 m (31 ft)                                                                                 |
| 機関     | COGAG方式                                                                                     |
| 機関     | LM 2500-30ガスタービンエンジン (27,000shp) ×4基                                               |
| 機関     | 可変ピッチプロペラ（5翔）×2軸                                                                 |
| 最大速   | 31ノット                                                                                      |
| 航続距離 | 4,400 海里（20ノット時）                                                                      |
| 乗員     | 士官、兵員 380名                                                                              |
| 兵装     | Mk.45 mod.4 5インチ単装砲 ×1基                                                                |
| 兵装     | Mk.38 25mm単装機関砲 ×2基                                                                     |
| 兵装     | Mk.15 20mmCIWS×1基                                                                            |
| 兵装     | M2 12.7mm機銃 ×4挺                                                                            |
| 兵装     | Mk.41 mod.15 VLS ×96セル - SM-2MR SAM - ESSM 短SAM - VLA SUM - トマホーク SLCM などを発射可能 |
| 兵装     | Mk.32 3連装短魚雷発射管×2基                                                                   |
| 艦載機   | MH-60R×2機搭載可能                                                                            |
| C4ISTAR  | AWS B/L 9 (Mk.99 GMFCS×3基)                                                                   |
| C4ISTAR  | AN/SQQ-89A(V)15                                                                               |
| センサ   | AN/SPY-1D(V) 多機能レーダー×4面                                                               |
| センサ   | AN/SPS-67 対水上レーダー×1基                                                                  |
| センサ   | AN/SQS-53C(V)1艦首装備ソナー                                                                  |
| 電子戦   | AN/SLQ-32(V)3 ESM/ECM装置                                                                     |
| 電子戦   | Mk 36 SRBOC デコイ発射機                                                                      |
| モットー |                                                                                               |

カール・M・レヴィン (英語: USS Carl M. Levin, DDG-120) は、アメリカ海軍のミサイル駆逐艦。アーレイ・バーク級ミサイル駆逐艦の70番艦。艦名はアメリカ上院議員カール・ミルトン・レヴィンに因む。カール・レヴィンは2001年から2003年、2007年から2015年まで米上院軍事委員会委員長を務めた。
9隻計画されたフライトIIA「テクノロジー・インサーション」艦の5隻目に当たり、ジャック・H・ルーカス以降からの船体設計コンセプトの一部が導入されている。イージスシステムは当時の最新バージョンである「ベースライン9」を搭載。